# En hondjävuls liv och lustar (TV-serie)
För andra betydelser, se En hondjävuls liv och lustar.
En hondjävuls liv och lustar (brittisk originaltitel: The Life and Loves of a She-Devil) är en brittisk TV-serie från 1986 med Julie T. Wallace, Dennis Waterman och Patricia Hodge i huvudrollerna. Manuset skrevs av Theodor "Ted" Whitehead och baserades på Fay Weldons roman med samma namn. Serien regisserades av Philip Saville.

## Handling
Ruth (Julie T. Wallace) är inte så särskilt vacker, men är lyckligt gift med revisorn Robert "Bobbo" (Dennis Waterman). De har två barn, Andrew och Nicola, och bor i ett radhusområde i England. Men då Robert blir revisor hos den vackra och smala författarinnan Mary Fisher blir de förälskade i varann och inleder ett förhållande. När Robert sedan lämnar Ruth påbörjar hon en riktigt djävulsk hämnd...